# Thomas C. Power
Thomas Charles Power, född 22 maj 1839 i Dubuque County, Iowaterritoriet, död 16 februari 1923 i Helena, Montana, var en amerikansk republikansk politiker. Han representerade delstaten Montana i USA:s senat 1890-1895.
Power studerade ingenjörsteknik i Wisconsin. Han flyttade 1876 till Helena och var verksam inom banksektorn och handeln.
Power var 1889 republikanernas kandidat i det första guvernörsvalet i Montana. Han förlorade valet mot demokraten Joseph Toole. Power och Wilbur F. Sanders valdes sedan till de två första senatorerna för Montana. Power efterträddes 1895 som senator av Thomas H. Carter.
Power avled 1923 och gravsattes på Resurrection Cemetery i Helena.